# Нікітич Юрій Іванович
Нікітич Юрій Іванович (нар. 19 квітня 1967 — пом. 6 січня 1995) — гвардії капітан ЗС РФ. Герой Росії (1995).

## Життєпис
Народився в м. Липовець Вінницької області. Українець.
Закінчив середню школу.
З 1985 року проходив строкову службу в повітряно-десантних військах Радянської Армії. Демобілізований сержантом, і пізніше вступив до Рязанського повітряно-десантного командного училища.
Після закінчення училища служив у 76-й гвардійській повітряно-десантній дивізії. У складі підрозділів дивізії брав участь у відрядженнях в райони збройних конфліктів. Пройшов шлях від командира взводу до командира розвідроти.
Загинув 6 січня 1995 під час прориву до президентського палацу в Грозному.
1 березня 1995, указом Президента Російської Федерації (№ 231), за мужність і героїзм проявлені при виконанні бойового завдання, гвардії капітану Нікітичу Юрію Івановичу, посмертно присвоєно звання Герой Російської Федерації.